# Accord de libre-échange entre la Corée du Sud et le Chili
L'accord de libre-échange entre la Corée du Sud et le Chili est un accord de libre-échange signé le 15 février 2003 et entré en application le 1er avril 2004,. Il vise à une réduction des droits de douane de l'ordre de 96 % à 99 %. L'accord ne concerne pas des produits comme les poires, le riz, le raisin, les pommes et de manière partielle et saisonnière le vin.
En 2015, le Chili et la Corée du Sud sont en négociation pour amender et approfondir l'accord. 